# Kōzō Arai
Kōzō Arai (荒井 公三?, Arai Kōzō; Hiroshima, 24 ottobre 1950) è un ex calciatore giapponese, di ruolo difensore.

## Carriera
Ha giocato per 10 anni con la squadra del Furukawa Electic, l'attuale JEF United. 

## Statistiche

### Presenze e reti nei club
| Stagione | Squadra                  | Campionato | Campionato | Campionato |
| Stagione | Squadra                  | Comp       | Pres       | Reti       |
| -------- | ------------------------ | ---------- | ---------- | ---------- |
| 1969     | Furukawa Electric        | JSL        | 6          | 0          |
| 1970     | Furukawa Electric        | JSL        | 14         | 0          |
| 1971     | Furukawa Electric        | JSL        | 13         | 3          |
| 1972     | Furukawa Electric        | JSL1       | 12         | 6          |
| 1973     | Furukawa Electric        | JSL1       | 17         | 2          |
| 1974     | Furukawa Electric        | JSL1       | 18         | 2          |
| 1975     | Furukawa Electric        | JSL1       | 18         | 2          |
| 1976     | Furukawa Electric        | JSL1       | 18         | 1          |
| 1977     | Furukawa Electric        | JSL1       | 8          | 1          |
| 1978     | Furukawa Electric        | JSL1       | 0          | 0          |
|          | Totale Furukawa Electric |            | 124        | 17         |